# Le Gosier
Le Gosier – gmina na Gwadelupie (departamencie zamorskim Francji); 29 tys. mieszkańców (2006). Trzecia co do ilości mieszkańców gmina kraju.

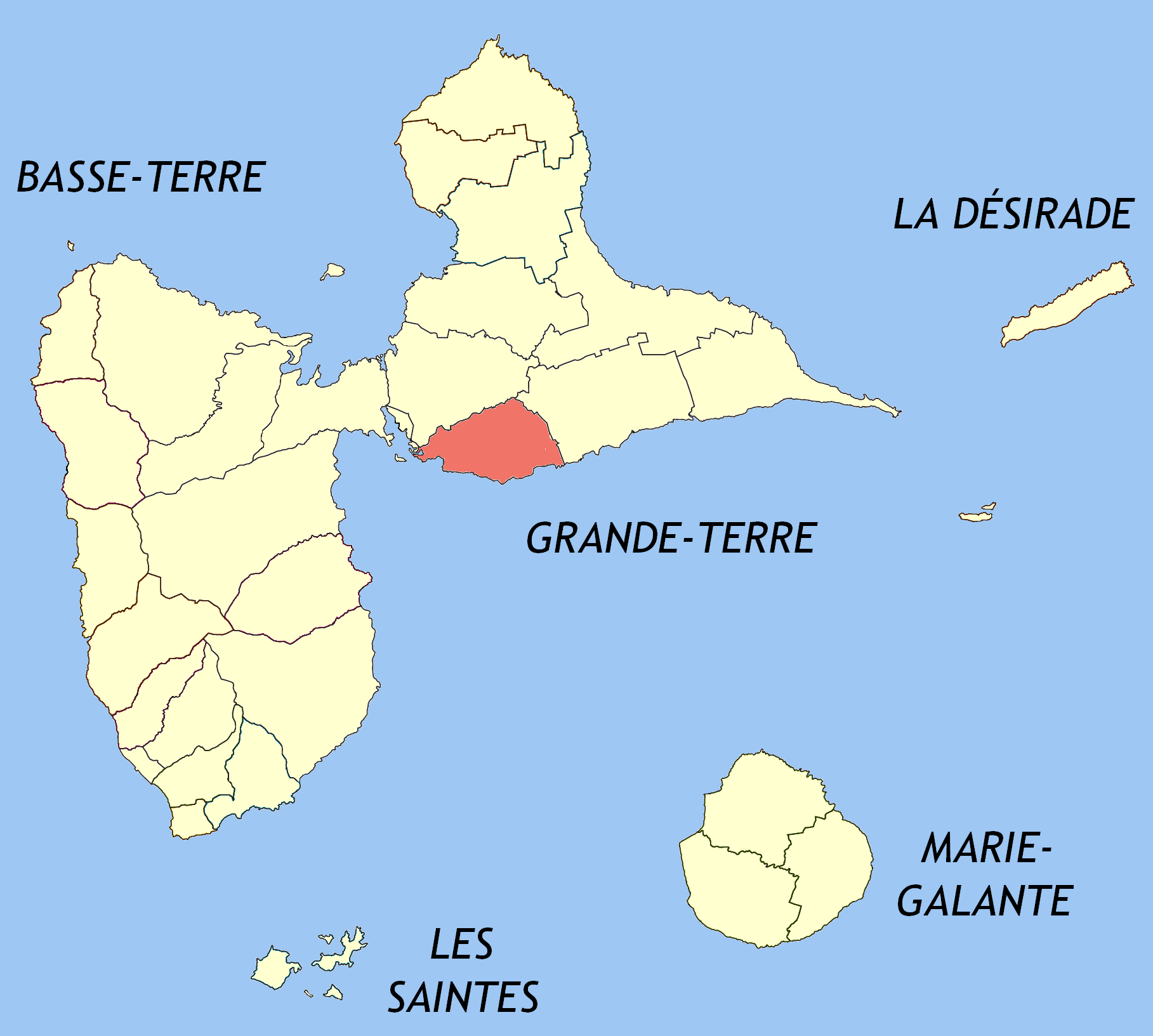
Obszar gminy Le Gosier